# Nadezjda Prisjtjepa
Nadezjda Ivanovna Prisjtjepa (ryska: Надежда Ивановна Прищепа), född den 28 juni 1956 i Ukrainka, Kiev Oblast, är en sovjetisk roddare.
Hon tog OS-silver i åtta med styrman i samband med de olympiska roddtävlingarna 1980 i Moskva.